# Gruppo Sportivo Fascio Giovanni Grion Pola

Logo de Grion Pola

Le Gruppo Sportivo Fascio Grion Pola, le plus souvent appelé Grion Pola était un club italien de football de la ville de Pola, actuellement en Croatie, dans la période de l'entre-deux-guerres. 

## Historique
Fondé en 1918, le Grion Pola a été dissous en 1945 après la perte de l'Istrie par l'Italie à l'issue du second conflit mondial, mais également en raison du fait qu'il était une organisation fasciste. 
Le club a participé à la Serie B avant-guerre, la première fois en 1932. 
Son nom vient de Giovanni Grion, un Istrien mort pendant la Première Guerre mondiale.

## Anciens joueurs
- Antonio Vojak,  Italie